# Godzilla vs. Megaguirus
Godzilla vs. Megaguirus (jap. ゴジラ×メガギラス G消滅作戦, Gojira tai Megagirasu: Jî shômetsu sakusen, wörtlich „Godzilla × Megaguirus - Vernichtungsstrategie G“) ist ein japanischer Monsterfilm (Kaijū Eiga) aus dem Jahr 2000 und der 24. Film der Godzilla-Reihe. Regie führte Masaaki Tezuka. Dieser Film folgt einer anderen Zeitlinie als die übrigen Filme. Der Film wurde in Deutschland am 25. August 2006 auf DVD veröffentlicht.

## Handlung
Der Film beginnt mit einem Rückblick auf die Geschichte Japans seit Godzillas erstem Auftauchen nahe der Insel Odo und der Zerstörung Tokios im Jahr 1954. Godzilla griff zwölf Jahre später auch das Kernkraftwerk Tōkai an und vernichtete es vollständig, was die japanische Regierung zum sofortigen Atomausstieg veranlasste, um ihn nicht mehr anzulocken. Dies hatte eine Energiereform zur Folge, in der man erfolglos versuchte, Energie aus anderen Ressourcen zu gewinnen, die jedoch als Ersatz für das Atomkraftwerk nicht ausreichte. Erst 1996 konnte der Chefwissenschaftler der Clean Energy Factory, Motohiko Sugiura, in der neuen Hauptstadt Osaka eine vielversprechende Alternative vorstellen – ein Plasmakraftwerk, das Energie aus schwerem Wasserstoff erzeugt.
Jedoch erweist sich auch diese Energie nicht als Erfolg, da Godzilla noch im selben Jahr Osaka angreift und unaufhaltsam zur Clean Energy Factory schreitet. Eine Kompanie unter dem Armeeoffizier Miyakawa, zu der auch Kiriku Tsujimori gehört, stellt sich dem Saurier entgegen und versucht, ihn aufzuhalten oder in eine andere Richtung zu leiten. Ein Angriff mit Raketenwerfern misslingt. Miyakawa befiehlt den Rückzug, doch Tsujimori versucht es weiterhin, ohne Erfolg. Godzilla zerstört das Gebäude, dessen Trümmer die Soldaten zu verschütten drohen. Um Tsujimori zu retten, drängt Miyakawa sie zur Seite und rettet ihr das Leben, kommt aber selber dabei um.
Vier Jahre später hat Tsujimori dabei mitgeholfen die G-GRASPER aufzubauen, eine Einheit, die es sich zum Ziel gesetzt hat, Godzilla zu studieren und die Bevölkerung vor ihm zu schützen. Um ein geplantes Projekt zur Eliminierung des Sauriers zum Abschluss zu führen, wird der junge Mikroelektroniker Hajime Kudo angeworben. Das Projekt unter Leitung ehemaliger Wissenschaftlern der Clean Energy Factory, darunter Sugiura und Professor Yoshizawa, baut eine Waffe, die von einem Satelliten im Weltall aus ein Schwarzes Loch auf Godzilla abfeuert und ihn so verschlingt. Um größere Schäden zu vermeiden, soll das schwarze Loch auf zwei Meter verkleinert werden. Als die Waffe fertiggestellt ist und an einem abgelegenen und militärisch abgesperrten Bereich getestet wird, gelingt es tatsächlich, ein leerstehendes Gebäude zu verschlingen.
Der Junge Jun hat alles beobachtet; als er erwischt wird, verspricht er Tsujimori, zu schweigen. In der Nacht darauf wird er jedoch im Schlaf von einem großen Insekt überrascht; er verfolgt es bis auf das Testgelände und sieht, wie das Insekt in eine Nachbildung des Schwarzen Lochs hineinfliegt. Dabei stößt er auf ein Insektenei, das er beim Umzug nach Tokio mitnimmt. Dort bemerkt er, wie das Ei eine Unmenge von Wasser produziert und wirft es in die Kanalisation.
Daraufhin läuft aus allen Kanälen das Wasser über, und insektenartige Wesen greifen unerkannt Menschen an. Als auch Jun selbst angegriffen worden ist, vertraut er sich Tsujimori an und gesteht ihr, das Ei in die Kanalisation geworfen zu haben. Das urzeitliche Insekt, ein Meganulon, hat sich in einen Meganula weiterentwickelt.
Als Godzilla wenig später in der Nähe der Ogasawara-Inseln bei einem Angriff auf den Meganula geortet wurde, fliegt Tsujimori mit zwei GRASPER-Soldaten in einer Gryphon (einem Spezialflugzeug) dorthin, um die Vorfälle zu untersuchen. Als sie und Okumura den Kadaver des Meganula sichten, taucht Godzilla genau unter ihnen auf. Während Okumura wieder an Bord der Gryphon gezogen wird, verbleibt Tsujimori im Wasser und klammert sich an Godzillas Rücken. Ihr gelingt es, ihm einen Peilsender in den Rücken zu schießen. Mit einer SGS (einem U-Boot mit Unterwasserkamera) soll Godzilla weiter verfolgt werden.
Kurz darauf wird die Anti-G-Waffe mit dem Namen Dimension Tide ins All geschossen und ist einsatzbereit. Eine weitere wissenschaftliche Untersuchung bestätigt zudem Juns Verdacht: Das Insekt, das Menschen und Godzilla angegriffen hat, ist wohl tatsächlich ein Meganula – aber die Wissenschaftler sind noch unsicher, da diese sich eigentlich nur in Schwärmen bewegen.
Währenddessen kommen aus Shibuya weitere Schreckensnachrichten. Das komplette Stadtviertel steht unter Wasser, der Verkehr wird von den Flüchtlingen dort zum Erliegen gebracht und die Rettungseinsätze sowie die Evakuierung erweisen sich als schwierig. Mithilfe eines Mini-SGS soll dem Ursprung des Hochwassers auf den Grund gegangen werden. Dabei findet die GRASPER Dutzende weitere Eier.
Auch Godzilla ist wieder in Bewegung, so dass beschlossen wird, die Dimension Tide einzusetzen. Dazu lockt GRASPER ihn auf die unbewohnte Insel Kiganjima. Währenddessen hat sich ein Schwarm Meganula gebildet, die mit hoher Geschwindigkeit nach Kiganjima fliegen. Dort angekommen, attackieren sie Godzilla und verhindern den Einsatz der Dimension Tide, die Probleme mit der Zielerfassung hat. Die Meganula setzen sich in Godzillas Körper fest, stechen ihn und saugen ihm Energie ab. Mit viel Mühe gelingt es Godzilla, die Insekten zu vertreiben, bis die letzten Meganula in Richtung Shibuya fliehen. Dadurch kann die Dimension Tide nun Godzilla erfassen und trifft ihn mit einem schwarzen Loch. Doch Godzilla überlebt und folgt den Meganula nach Tokio.
In Shibuya angekommen, transferieren die Meganula ihre Energie in ein größeres Insekt und sterben. Weil der Funkverkehr gestört ist und Kudos Mini-SGS funktionsuntüchtig ist, macht er sich auf den Weg dorthin, um das Phänomen zu beobachten und die Geräte zu reparieren. In diesem Moment erwacht das riesige Insekt zum Leben, taucht auf und verursacht mithilfe von hohen Ultraschallwellen große Zerstörungen in Shibuya.
Bei dem Angriff kommen viele Soldaten ums Leben, Kudo überlebt schwer verletzt. Seinen Berichten zufolge ging der Angriff vom Megaguirus aus. Auch Godzilla nähert sich Tokio, was eine Evakuierung zur Folge hat. Während man versucht herauszufinden, was ihn nach Tokio zieht, greift GRASPER ihn an und will ihn zum Hafen locken, um die Gebäude zu schonen. Doch plötzlich taucht Megaguirus auf und greift Godzilla an, während die Gryphon mit Tsujimori an Bord aufgrund der Ultraschallwellen des Rieseninsekts abstürzt und notlanden muss.
Ein Kampf zwischen Godzilla und Megaguirus entbrennt, während GRASPER auf beide Riesenmonster die Dimension Tide abfeuern will. Doch genauso wie das Flugzeug fällt auch die Fernsteuerung der Anti-G-Waffe aus, weil die Ultraschallwellen von Megaguirus den Funkverkehr durcheinanderbringen. Kudo, der sich trotz der Verletzungen in die Kommandozentrale begeben hat, versucht die Dimension Tide wieder unter Kontrolle zu bringen.
Währenddessen tobt immer noch der Kampf zwischen den Riesenmonstern. Megaguirus gelingt es, Godzilla zu stechen und ihm Energie abzusaugen. Doch der Saurier wehrt sich und schafft es, den Stachel von Megaguirus abzubeißen, womit dessen Energiesauger keine Gefahr mehr darstellt. Ohne neue Energie ist das Rieseninsekt chancenlos und wird von Godzilla und seinem Hitzestrahl getötet.
Megaguirus' Tod stellt auch den Funkverkehr wieder her, allerdings ist Dimension Tide außer Kontrolle, und der Satellit droht abzustürzen und in der Erdatmosphäre zu verglühen. Godzilla schreitet jedoch unaufhaltsam durch Tokio in Richtung nationales Wissenschaftsinstitut und zerstört es. Als Tsujimori, Sugiura und Yoshizawa dazustoßen, wird ihnen klar, dass Sugiura unter der inoffiziellen Schirmherrschaft des Ministerpräsidenten illegal an der Plasmaenergie weiterforschte. Ein erneutes Energieleck im Institut hat Godzilla letztendlich nach Tokio gelockt.
Währenddessen gelingt es Kudo, Dimension Tide feuerbereit zu machen. Jedoch ist der Absturz nicht zu verhindern. Durch die Reibungshitze ist es auch nicht möglich, Godzilla direkt anzuvisieren, weswegen Tsujimori einen waghalsigen Plan fasst: Sie will die Zielerfassung auf die Gryphon richten, die über Godzilla schweben soll. Es gelingt: Dimension Tide feuert kurz vor ihrer Zerstörung noch ein Schwarzes Loch ab, welches sowohl die Gryphon als auch Godzilla trifft. Der Angriff hat Erfolg, Godzilla ist verschwunden und Tsujimori kann sich in letzter Sekunde retten.
Nach dem Sieg über Godzilla arbeitet Kudo wieder in seinem kleinen Laden, während sich Jun in der Schule um seine Insektensammlung kümmert. Als ein Erdbeben die Schule erschüttert, sieht er mit erschrockenem Blick Godzilla, der anscheinend doch überlebte.

## Hintergrund
Der Film feierte in den USA am 31. August 2003 seine Premiere auf dem Sci Fi Channel. In Deutschland wurde er direkt auf DVD veröffentlicht. Er wurde von Splendid Entertainment am 25. August 2006 herausgegeben.

## Rezeption
Für den Film stand ein Budget von 950 Millionen Yen (ca. 8,8 Millionen Euro) zur Verfügung. Er wurde am 3. November 2000 beim Tokyo International Film Festival uraufgeführt und kam am 16. Dezember 2000 in die japanischen Kinos, wo er mehr als 1,2 Milliarden Yen (ca. 11,1 Millionen Euro) einspielte und von 1,35 Millionen Menschen gesehen wurde.

Der Film bekam eine gemischte Kritik. So bewerteten die Kritiker auf der Webseite Rotten Tomatoes den Film zu 60 Prozent positiv. Das Publikum bewertete den Film zu 47 Prozent positiv.

„Erneut ist Japan in einem destruktiven Zwei-Fronten-Krieg gefangen, der allenfalls Freunde der nicht enden wollenden Monster-Serie unterhält.“